# 리보르 프로하스카
리보르 프로하스카(체코어: Libor Procházka, 1974년 4월 25일~)는 체코의 아이스하키 선수, 지도자로 현역 시절 포지션은 수비수이다. 체코 리그의 HC 클라드노에서 대부분의 경력을 보냈으며, 체코 대표팀 소속으로 1998년 동계 올림픽에서 금메달을 획득했다.